# Laurel (Mississippi)
Laurel település az Amerikai Egyesült Államok Mississippi államában, Jones megyében, melynek megyeszékhelye is. Lakosainak száma 17 161 fő (2020. április 1.).

## Népesség
A település népességének változása:

| 2010 | 18 540 |
| 2020 | 17 161 |